# 重藤毅直
重藤 毅直（しげふじ たけなお、1936年12月31日 - 2021年11月16日）は、日本の経営者。日立造船社長を務めた。大分県出身。

## 経歴
1959年に大阪大学工学部造船学科を卒業し、同年に日立造船に入社。1999年10月に子会社の九州日立造船社長に就任し、2000年6月に常務を経て、2001年6月に社長に就任。2005年6月に取締役相談役に就任。
2021年11月16日心不全のために死去。84歳没。